# Emmer-Compascuum
Pour les articles homonymes, voir Emmer.
Emmer-Compascuum est un village situé dans la commune néerlandaise d'Emmen, dans la province de Drenthe.